# 乳饼

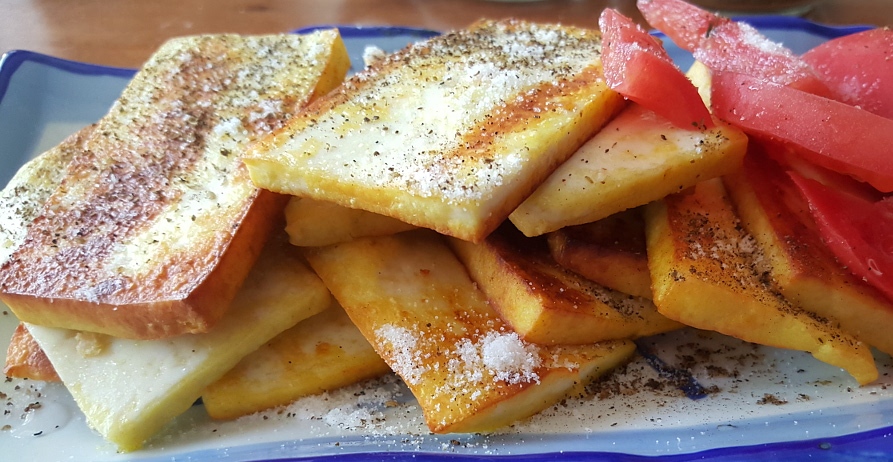
油炸乳饼

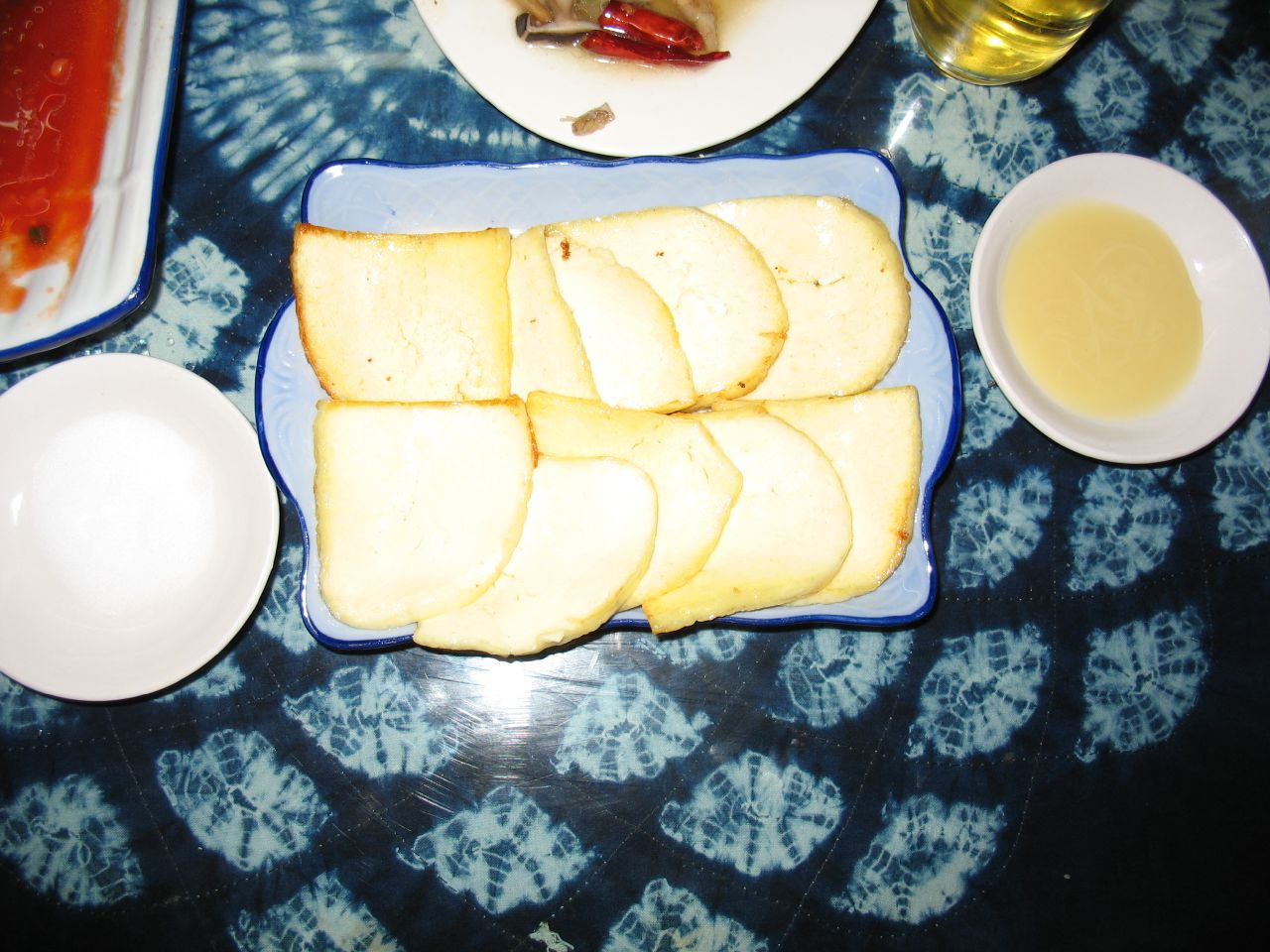

乳饼是云南白族和彝族撒尼人制作的一种乾酪。白语称为yond bap（國際音標：jõ21 pɑ42）。用牛奶或山羊奶制成。用山羊奶制成的质量最好。白色块状。酷似豆腐块。 沾白糖生吃或者下油锅煎吃都很爽口。

## 词源
乳饼一名是参考乳扇一名起的。 乳饼的白语名称 yond bap 字面意思是羊（yond）奶（bap），取其块状，形如月饼之故。由白语yond bap 语义可知乳饼最早的制作原料是山羊奶。

## 历史
乳饼的历史不可考。 不过可以大概有两个线索。
1. 云南只有滇西北大理白族和滇东南彝族撒尼人有制作乳饼的工艺。
2. 撒尼人的长篇叙事里记载他们来自大理。这个传说在史料中能找到对映。成书于唐朝中期的《蛮书》 记载了南诏攻打洱海周围的河蛮后强行将河蛮迁至今昆明附近（离路南不远）。河蛮是公认的白族先民之一。所以今天撒尼人制作的乳饼和白族人制作的乳饼很可能是同一起源。因此，乳饼出现的时间不会晚于9世纪。

## 制作方法
取鲜奶，兑入一种从当地山上采集的酸果榨汁液，酸化乳液。酪蛋白遇酸析出。经过滤，压实，适度脱水后成品。
其工艺原理和工序跟制作豆腐有异曲同工之妙，惟豆腐是大豆植物蛋白，而乳饼为牛羊酪蛋白。由此，乳饼其实应该称为“奶豆腐”。有人认为豆腐的发明实际上是胡汉交流中受到乳饼生产工艺的启发所致。
一种较新的生产乳饼的工艺参数为：凝乳温度80℃，CaCl2的添加量为0.025％，加酸凝乳剂（pH=3.85）的量为25％。